# Croix monumentale du Mont-Dahin
La croix monumentale du Mont-Dahin est une croix située à Amont-et-Effreney, en France.

## Description
En raison de son style, cette croix pourrait dater du XVIe siècle. Outre le Christ crucifié, on y voit six personnages en relief, dont une Vierge à l'enfant très dégradée (à l'arrière du Christ crucifié). Représentés sur des culots ornés d'une fleur, quatre saints flanquent le fût de la colonne sous un chapiteau en baldaquin. Deux d'entre-eux sont des saints évêques reconnaissables à leur mitre, tandis que les deux autres, saint Pierre et saint Paul, sont aisément identifiables par leurs attributs respectifs : une clé et une épée.

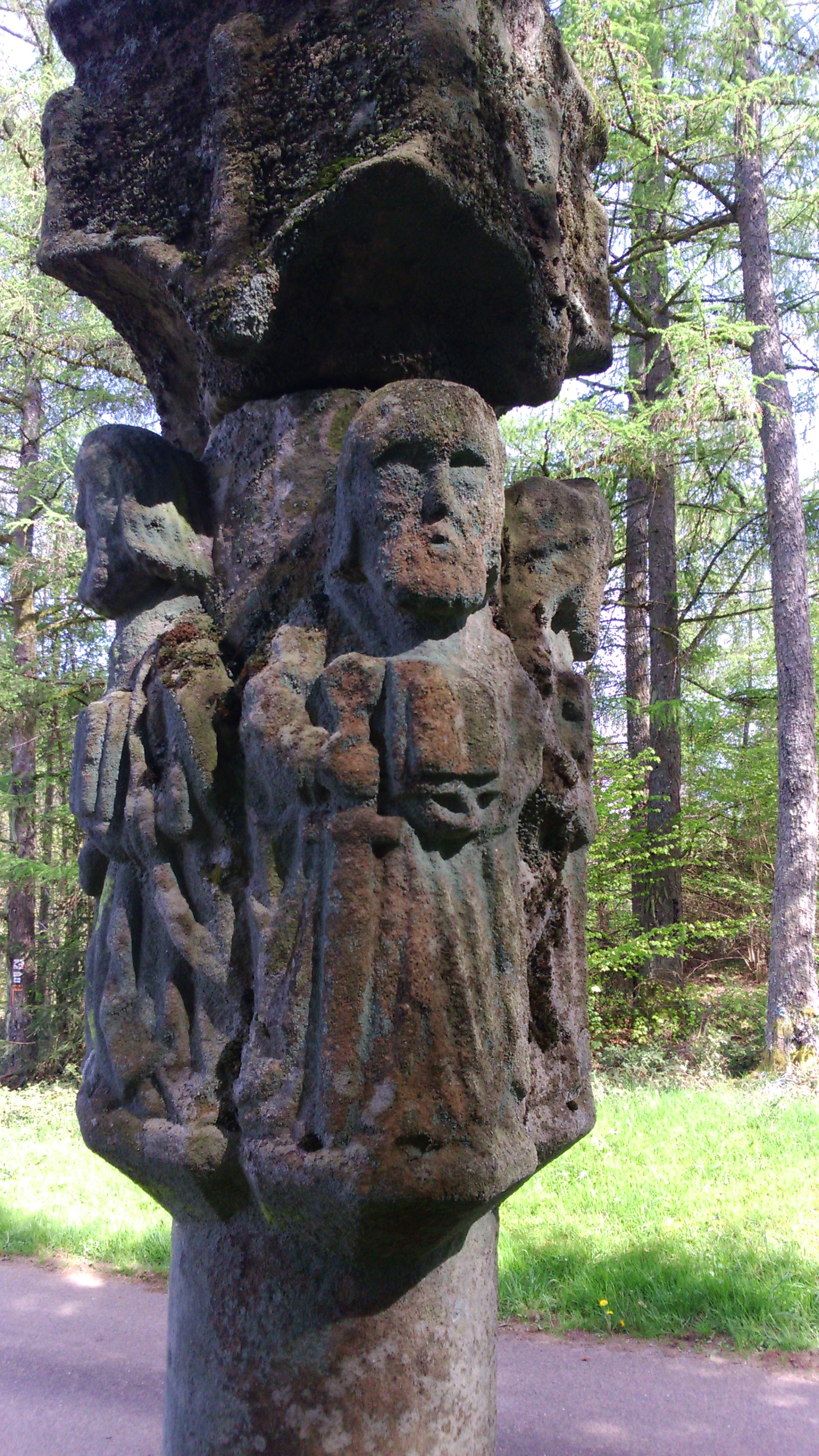
Saint Paul
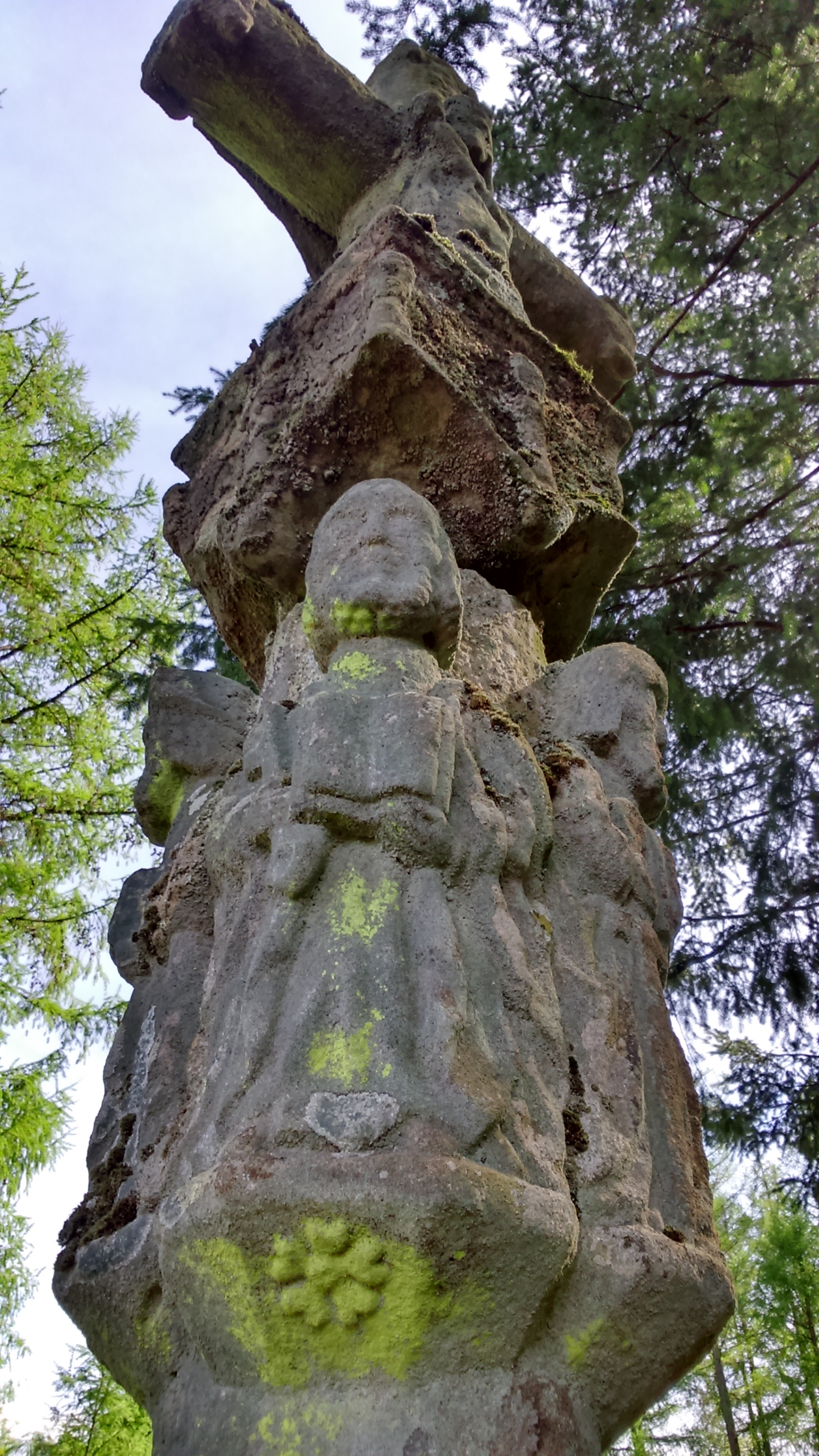
Saint Pierre
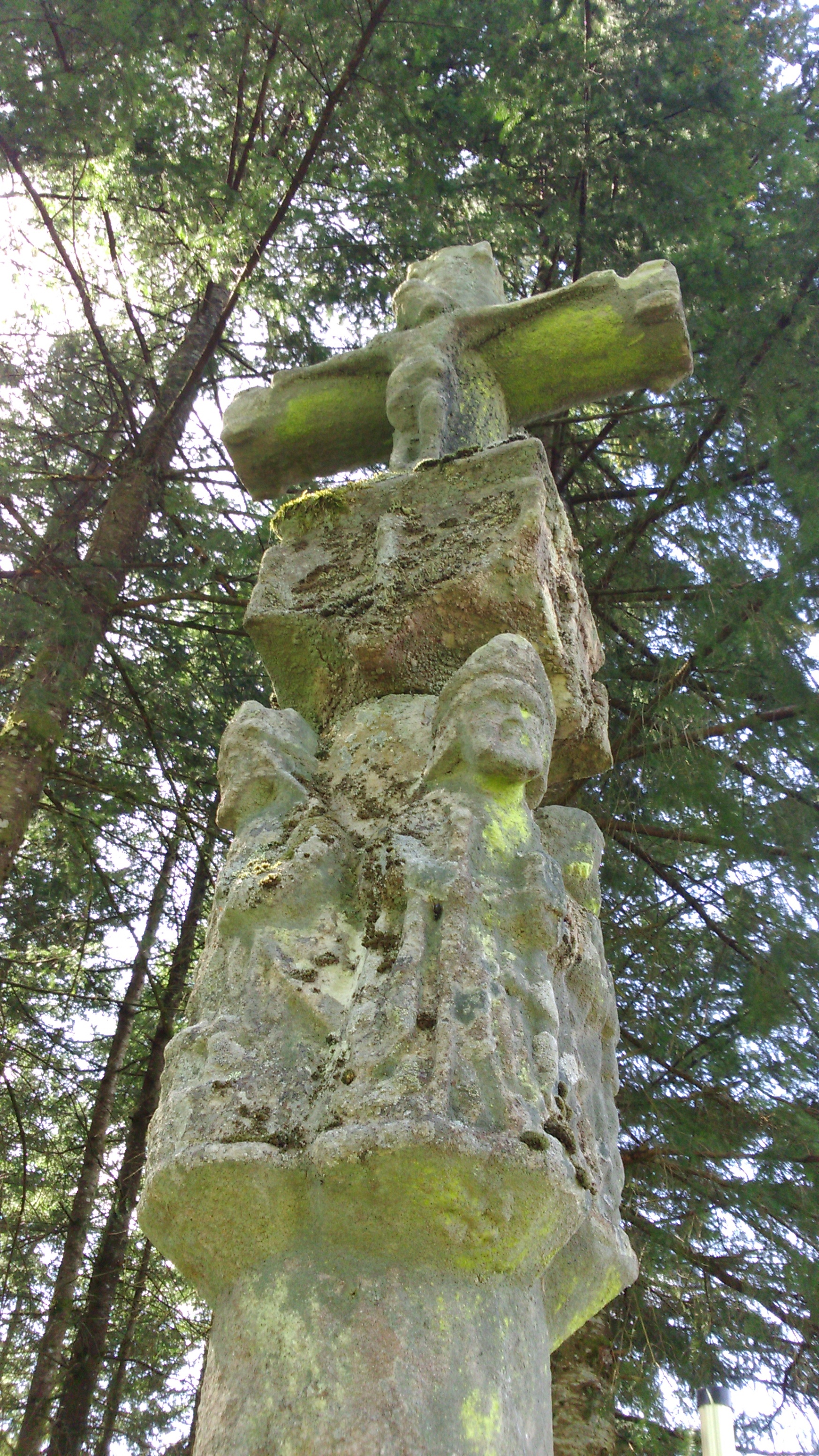
Avant de la croix, avec le Christ crucifié
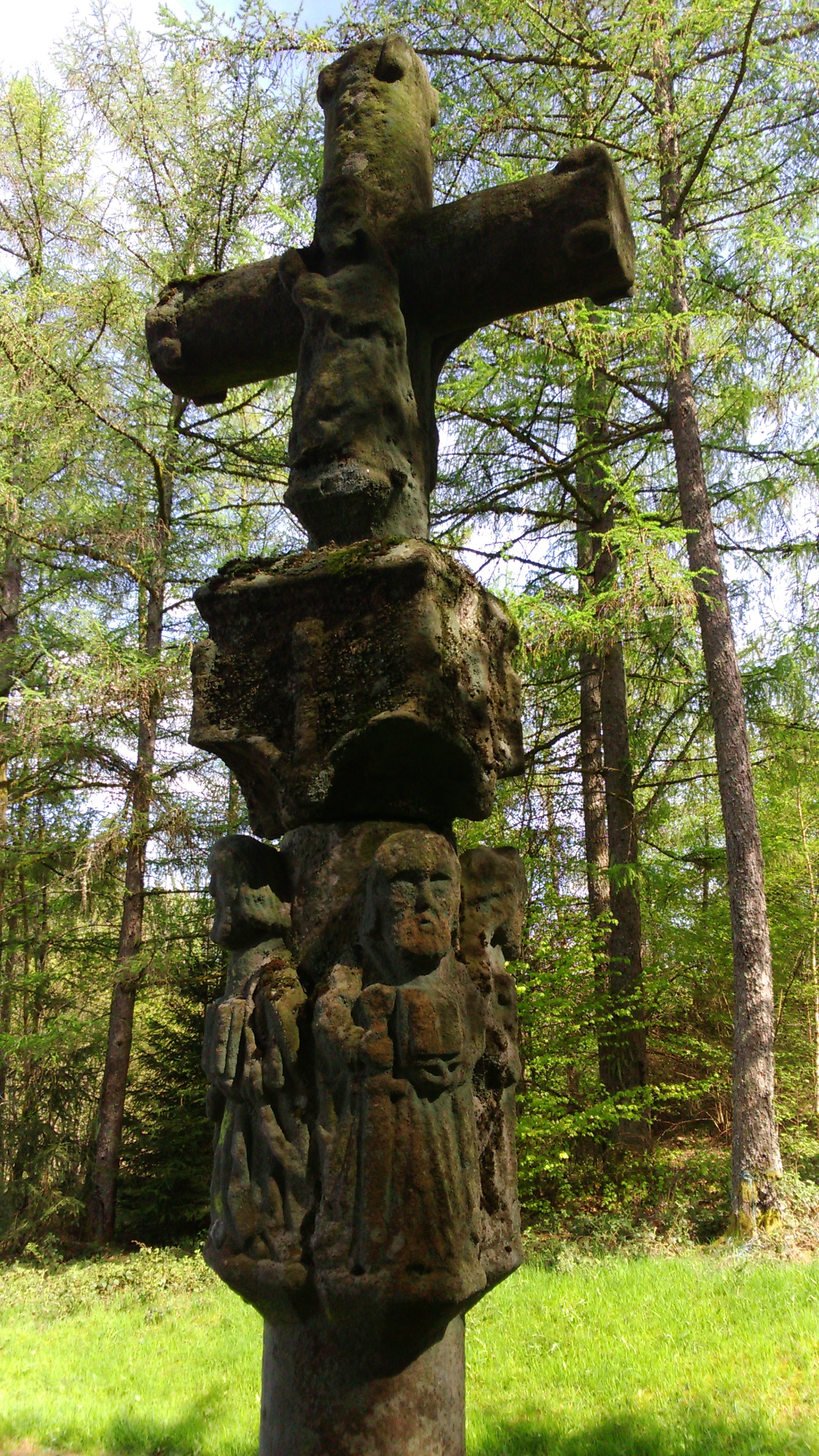
Arrière de la croix, avec la Vierge à l'enfant
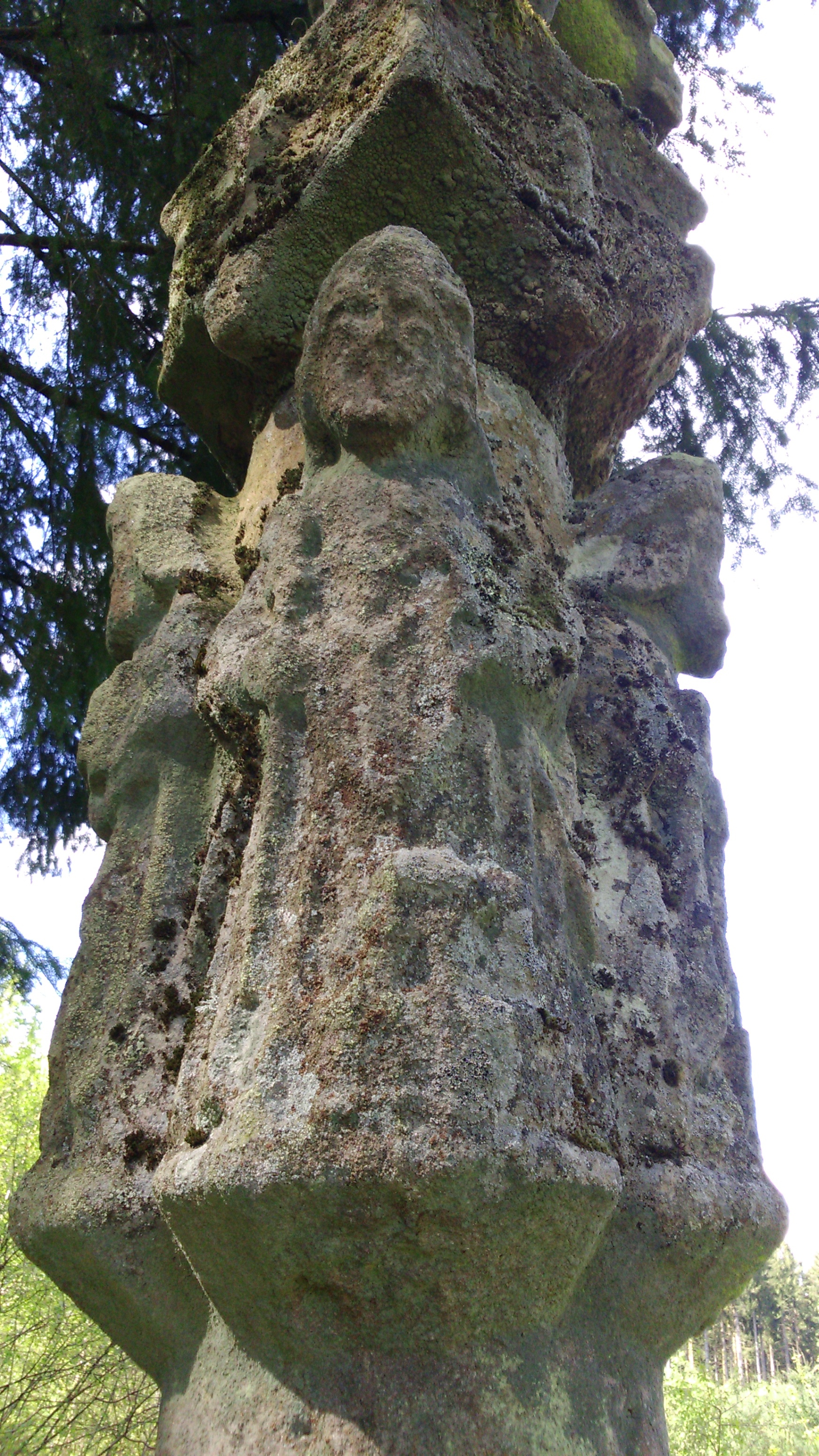
L'un des saints évêques
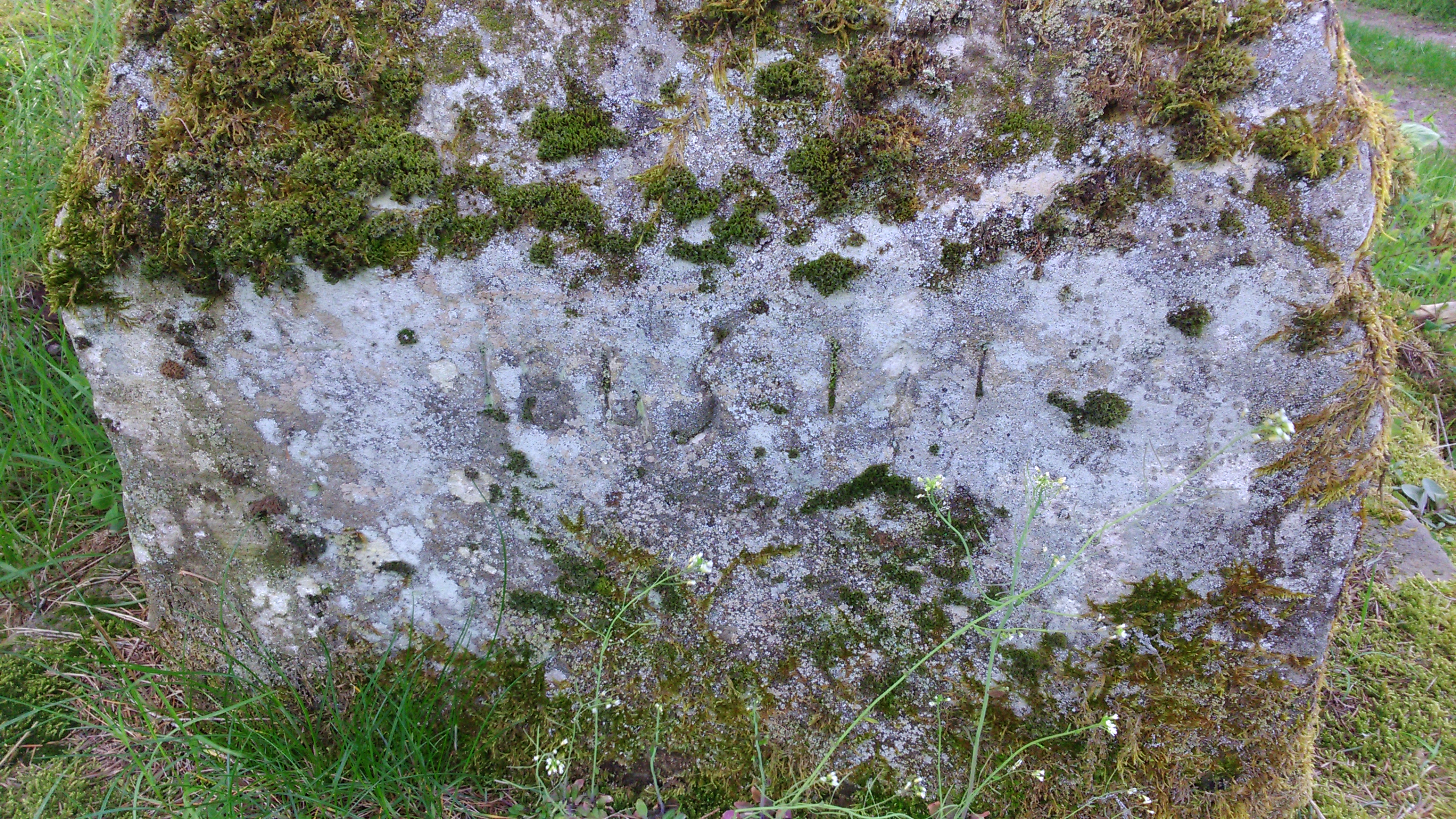
Base de la colonne

## Localisation
La croix est située sur la commune d'Amont-et-Effreney, dans le département français de la Haute-Saône.

## Historique
L'édifice est classé au titre des monuments historiques en 1986.